# أحمد مظهر (ممثل)
أحمد مظهر ممثل أفلام و تلفزيوني مصري ويُعرف باسمه الفني فومانشي من خلال دور في فيلم الحاسة السابعة

## حياته
بدأ مشواره السينمائي لأول مرة في عام 2005 في فيلم الحاسة السابعة ومن هنا لعب عدة أدوار والآن يعمل في الإنتاج الفني

## أعماله
فيلم الحاسة السابعة (فومانشى)
فيلم الغسالة (والد عايدة)
فيلم عفريت ترانزيت (ضابط)
فيلم الحرب العالمية الثالثة (هولاكو)
مسلسل اللعبة
مسلسل في ال لا لا لاند (سوفولاكي)
مسلسل سرايا عابدين ج1
إنتاج
فيلم أشباح أوروبا (منتج فني)
فيلم الدعوة عامة (منتج فني)